# 더 보이스 UK
《더 보이스 UK》는 과거 BBC, 현재 itv에서 2012년 3월 24일부터 방송되고 있는 TV 프로그램이다. 현재 시즌 10이 방송되고 있다.

## 심사위원
- 톰 존스 (시즌1~4, 6~10)
- 윌 아이 앰 (시즌1~10)
- 대니 오도노휴 (시즌1~2)
- 제시 제이 (시즌1~2)
- 리키 윌슨 (시즌3~5)
- 카일리 미노그 (시즌3)
- 리타 오라 (시즌4)
- 팔로마 페이스 (시즌5)
- 보이 조지 (시즌5)
- 개빈 로즈데일 (시즌6)
- 제니퍼 허드슨 (시즌6~8)
- 올리 머스 (시즌7~10)
- 메간 트레이너 (시즌9)
- 앤 마리 (시즌10)

## 우승자
| 시즌 | 이름             |
| ---- | ---------------- |
| 1    | 리앤 미첼        |
| 2    | 안드레아 베글리  |
| 3    | 저메인 잭맨      |
| 4    | 스티비 맥크로리  |
| 5    | 케빈 심          |
| 6    | Mo Jamil         |
| 7    | Ruti Olajugbagbe |
| 8    | Molly Hocking    |
| 9    | Blessing Chitapa |
| 10   |                  |